# Louis Frey

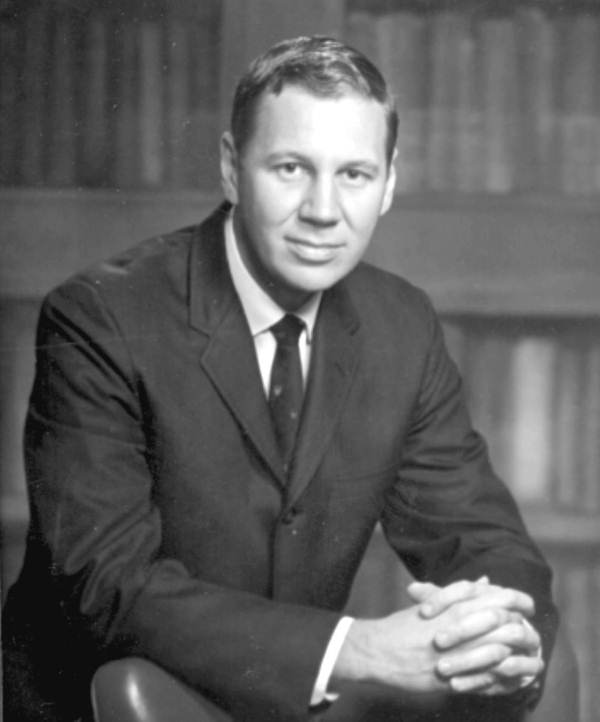
Louis Frey

Louis Frey Jr. (* 11. Januar 1934 in Rutherford, New Jersey; † 14. Oktober 2019 in Orlando, Florida) war ein US-amerikanischer Politiker. Zwischen 1969 und 1979 vertrat er den Bundesstaat Florida im US-Repräsentantenhaus.

## Werdegang
Louis Frey besuchte bis 1951 die Rutherford High School und studierte danach bis 1955 an der Colgate University in Hamilton (New York). Zwischen 1955 und 1958 war er aktives Mitglied des Fliegerkorps der US Navy, deren Reserve er dann bis 1978 angehörte. Nach einem anschließenden Jurastudium an der University of Michigan in Ann Arbor und seiner im Jahr 1961 erfolgten Zulassung als Rechtsanwalt begann er in seinem neuen Beruf zu arbeiten. Nach einer kurzen Zeit als stellvertretender Bezirksstaatsanwalt arbeitete Frey zwischen 1963 und 1967 als Partner der in Winter Park (Florida) ansässigen Anwaltskanzlei Gurney, Skolfield & Frey. In den Jahren 1966 und 1967 war er auch Berater der für Florida’s Turnpike zuständigen Mautbehörde. Danach wurde er Partner der Kanzlei Mateer, Frey, Young & Harbert in Orlando.
Politisch trat Frey den Republikanern bei und wurde Vorsitzender der Jugendorganisation der Partei in Florida. Bei den Kongresswahlen des Jahres 1968 wurde er im fünften Wahlbezirk von Florida in das US-Repräsentantenhaus in Washington, D.C. gewählt, wo er am 3. Januar 1969 die Nachfolge von Edward Gurney antrat. Nach vier Wiederwahlen konnte er bis zum 3. Januar 1979 fünf Legislaturperioden im Kongress absolvieren. Seit 1973 vertrat er als Nachfolger von Paul Grant Rogers den neunten Distrikt seines Staates. Während seiner Zeit als Kongressabgeordneter endete der Vietnamkrieg. Im Jahr 1974 wurde das politische Amerika von der Watergate-Affäre erschüttert. 1971 wurde der 26. Verfassungszusatz verabschiedet. Louis Frey war Mitglied im Ausschuss für Binnen- und Außenhandel, im Wissenschafts- und Technologieausschuss und im Ausschuss zur Kontrolle von Medikamentenmissbrauch.
Im Jahr 1978 verzichtete Frey auf eine weitere Kandidatur für den Kongress. Stattdessen strebte er erfolglos die Nominierung seiner Partei für die Gouverneurswahlen an. Diese ging an Jack Eckerd, der wiederum dem Demokraten Bob Graham unterlag. 1980 scheiterte Frey auch mit dem Versuch, von seiner Partei für die Wahlen zum US-Senat nominiert zu werden; diesmal verlor er gegen Paula Hawkins. Im Jahr 1986 unternahm er einen weiteren erfolglosen Anlauf für die Nominierung zur Gouverneurswahl, aber auch diesmal entschieden sich die Republikaner mit Bob Martinez für einen anderen Kandidaten. Frey ist der Gründer des Lou Frey Institute of Politics and Government an der University of Central Florida in Orlando.